# Лупати (Виченца)
Лупати је насеље у Италији у округу Виченца, региону Венето.
Према процени из 2011. у насељу је живело 84 становника. Насеље се налази на надморској висини од 909 м.